# Силвестър Сталоун
Силвестър Гарденцио Сталоун (на английски: Sylvester Gardenzio Stallone) е американски актьор, сценарист и филмов продуцент. Той е от поколението филмови герои, които въплъщават типичния филмов екшън герой, също като Арнолд Шварценегер, Долф Лундгрен, Уесли Снайпс, Чарлс Бронсън, Чък Норис, Жан-Клод Ван Дам, Стивън Сегал и Брус Уилис. Добре познат е със своята мускулеста фигура. В най-добрата си форма Сталоун е висок 177 см.
Най-вече е известен заради участието си във филмовите поредици „Роки“ и „Рамбо“.

## Биография
Сталоун е роден на 6 юли 1946 г. в Ню Йорк. Като тийнейджър бъдещото холивудско светило е много буен – 10 пъти е гонен от училище. На 15-годишна възраст попада в училище за проблемни деца, където започва да се занимава със спорт и театър. На 16 години започва да се занимава с „лек“ културизъм.
Учи драматично изкуство в Университета на Маями. Първата му роля на големия екран е във филма „Парти при Кити и Стъд“ (The Party at Kitty and Stud's, който, след като излиза Роки през 1976 г., преименуват на Italian Stallion) през 1970 г.
През март 2018 г. Силвестър Сталоун основава киностудията Balboa Productions, където той ще бъде съпродуцент за всеки от своите проекти. Сталоун ще изиграе главната роля във филма „Самарянин“ (Samaritan), мрачна интерпретация от жанра супергерой, която трябва да се появи на екран през август 2022 г.

## Личен живот
За първи път Сталоун се жени през 1974 г. за Саша Цак. С нея имат двама синове – Сейдж Сталоун (5 май 1976 – 13 юли 2012 г.), който също като баща си е актьор и режисьор, и Серджо Сталоун (1979), който е аутист. Развеждат се на 14 февруари 1985 г. Същата година се жени за модела и актриса Бриджит Нилсън. С нея нямат деца. Развеждат се две години по-късно – през 1987 г.
На 17 май 1997 г. се жени за бившия модел Дженифър Флавин (14 август 1968 г.), с която имат три дъщери: София Роуз Сталоун (28 август 1996 г.), Систин Роуз Сталоун (27 август 1998 г.) и Скарлет Роуз Сталоун (25 май 2002 г.).